# California Victory
California Victory foi uma agremiação esportiva da cidade de  San Francisco, Califórnia.  Disputava a USL First Division. O clube era uma filial nos Estados Unidos do Deportivo Alavés.

## História
O clube foi anunciado como franquia de expansão da USL First Division no dia 12 de outubro de 2006. O clube disputou apenas uma temporada. Com o fim do apoio do Deportivo Alavés, o clube foi extinto.

## Estatísticas

### Participações
|  | Participações em 2018 |

| Competição     | Competição               | Temporadas | Melhor campanha          | Estreia | Última | P | R |
| Estados Unidos | Lamar Hunt U.S. Open Cup | 1          | Oitavas de Finais (2007) | 2007    | 2007   |   | – |